# 领事组织
领事组织是魏瑪共和國一个极端民族主义和反犹主义恐怖组织，于1920-1922年间活跃。该组织成员以政治刺杀为手段，试图达成摧毁共和体制、建立右翼独裁政权的最终目标。该组织成員曾刺殺前财政部长马蒂亚斯·埃茨贝格尔和外交部长瓦爾特·拉特瑙。1922年，该组织被德国政府取締。